# 城門川

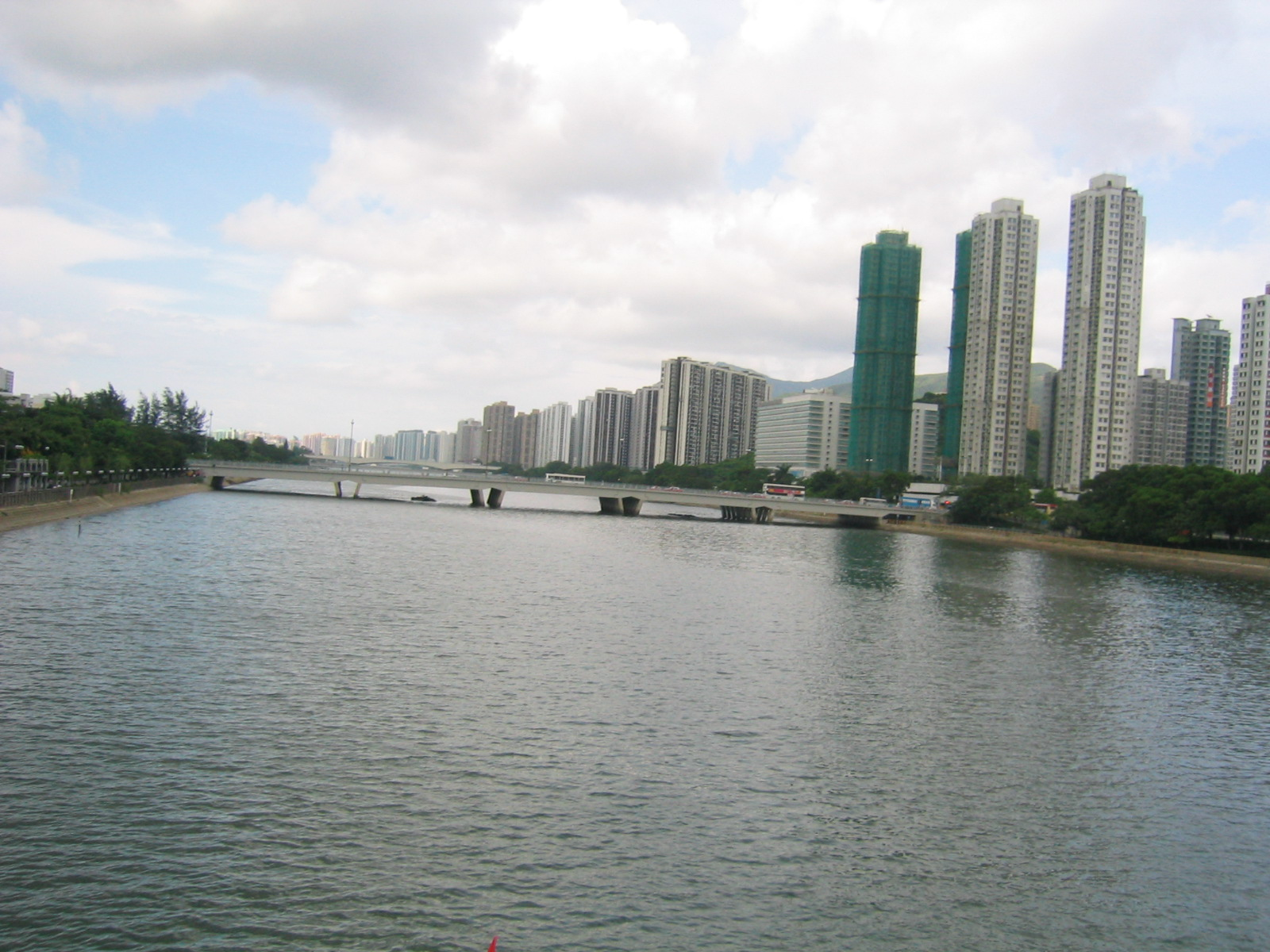
城門川

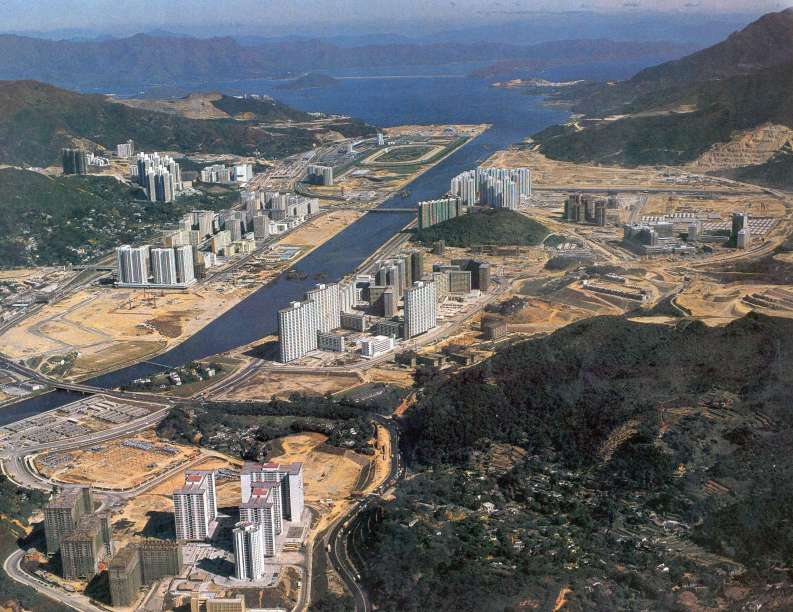
開発早期の城門川周辺の写真。この地区は現在は開発が進み、高層ビルが密集している。

城門川（じょうもんかわ、中国語: 城門河、英語: Shing Mun River）は、香港の沙田を流れる川。

## 歴史
城門川の水源は針山にあり、昔は沙田海であった、浅い湾に流れ込む。1970年代に、沙田海で干拓が行われ沙田新都市となり、城門川は7km延長され、吐露港に流れ込む幅200mの人工運河が地区の中央を通っている。沙田海に流れ込む他の川は現在は城門川の支流となっている。
城門川水路は大囲地区から始まり、沙田都市の中央を通って吐露港へと通じる。この水路には3本の主要な支流があり、それぞれ大圍渠、火炭渠、小瀝源渠という名が付いている。城門川の周辺には、高級住宅街や、様々な業種の商業および工業ビルが散らばっている。城門川の両岸をつなぐいくつかの橋が建設された。

## 汚染問題
城門川は一時期、家畜、工業、商業および家庭からの無差別な排出により激しく汚染された。これらの排出物による有機体汚染の総量は1980年代の人口160,000人と等しい。当時、川には生き物はほとんどいなかった。
1993年から、城門川の水質は改良された。魚や無脊椎動物も再び川に現れるようになった。
250メートルの人工河岸が文禮閣のそばに建設された。この地区は、相対的に沈殿物や悪臭問題がひどい場所である。

## 現在の使用
城門川は主な目的を沙田の雨水の排水（集水範囲37km²）としているが、釣り、散歩、サイクリングといった休養地として人気がある場所でもある。
城門川はボート、カヌー、カヤック、龍舟レースなどの水上スポーツが行われる人気の場所である。城門川には2つのボートハウスが存在する。